# Jônios
Os jônios (português brasileiro) ou jónios (português europeu), também conhecidos como jônicos (português brasileiro) ou jónicos (português europeu) e iônios (português brasileiro) ou iónios (português europeu), eram um povo indo-europeu que se estabeleceu na Ática e no Peloponeso e foram depois para a Ásia Menor, pela chegada dos dóricos. Na Ásia Menor habitaram Halicarnasso e Esmirna e, entre os séculos XII e X a.C., formaram a Liga Jônia, composta por 12 cidades florescentes: Éfeso, Samos, Priene, Colofão, Clazômenas, Quios, Mileto, Teos, Mionto, Lêbedo, Foceia e Eritras. No século V a.C., foram derrotados pelos persas e sua revolta deu origem às Guerras Médicas (dos medos). O termo jônico era utilizado como sinônimo de grego, embora seja apenas uma das quatro etnias que formaram o povo grego, juntamente com os aqueus, os eólios e os dóricos. Foram também os primeiros pensadores que deram expressão filosófica ao problema da existência de uma causa suprema de todas as coisas. 
Foram filósofos jônios: Tales, Anaximandro e Anaxímenes, todos de Mileto, na Ásia menor, às margens do mar Egeu. Todos eles viveram entre os séculos VII e V a.C.

## Mitologia
Na mitologia grega, os jônios são um dos quatro povos que descendem dos filhos e netos de Heleno, filho de Deucalião.
Árvore genealógica das tribos dos helenos e seus ancestrais, baseada em Pseudo-Apolodoro:
|        |        |        |        |        |        |  |  |        |        |        |        |        |        | Heleno |      |      |      |        |        |        |        |        |        |  |  |        |        |        |        |        |        |  |  |  |  |  |  |  |  |  |  |  |  |  |  |  |  |  |  |
|        |        |        |        |        |        |  |  |        |        |        |        |        |        |        |      |      |      |        |        |        |        |        |        |  |  |        |        |        |        |        |        |  |  |  |  |  |  |  |  |  |  |  |  |  |  |  |  |  |  |
|        |        |        |        |        |        |  |  |        |        |        |        |        |        |        |      |      |      |        |        |        |        |        |        |  |  |        |        |        |        |        |        |  |  |  |  |  |  |  |  |  |  |  |  |  |  |  |  |  |  |
| Doro   | Doro   | Doro   | Doro   | Doro   | Doro   |  |  |        |        |        |        |        |        | Xuto   | Xuto | Xuto | Xuto | Xuto   | Xuto   |        |        |        |        |  |  | Éolo   | Éolo   | Éolo   | Éolo   | Éolo   | Éolo   |  |  |  |  |  |  |  |  |  |  |  |  |  |  |  |  |  |  |
| Doro   | Doro   | Doro   | Doro   | Doro   | Doro   |  |  |        |        |        |        |        |        | Xuto   | Xuto | Xuto | Xuto | Xuto   | Xuto   |        |        |        |        |  |  | Éolo   | Éolo   | Éolo   | Éolo   | Éolo   | Éolo   |  |  |  |  |  |  |  |  |  |  |  |  |  |  |  |  |  |  |
|        |        |        |        |        |        |  |  |        |        |        |        |        |        |        |      |      |      |        |        |        |        |        |        |  |  |        |        |        |        |        |        |  |  |  |  |  |  |  |  |  |  |  |  |  |  |  |  |  |  |
|        |        |        |        |        |        |  |  | Aqueu  | Aqueu  | Aqueu  | Aqueu  | Aqueu  | Aqueu  |        |      |      |      | Ion    | Ion    | Ion    | Ion    | Ion    | Ion    |  |  |        |        |        |        |        |        |  |  |  |  |  |  |  |  |  |  |  |  |  |  |  |  |  |  |
|        |        |        |        |        |        |  |  | Aqueu  | Aqueu  | Aqueu  | Aqueu  | Aqueu  | Aqueu  |        |      |      |      | Ion    | Ion    | Ion    | Ion    | Ion    | Ion    |  |  |        |        |        |        |        |        |  |  |  |  |  |  |  |  |  |  |  |  |  |  |  |  |  |  |
| dórios | dórios | dórios | dórios | dórios | dórios |  |  | aqueus | aqueus | aqueus | aqueus | aqueus | aqueus |        |      |      |      | jônios | jônios | jônios | jônios | jônios | jônios |  |  | eólios | eólios | eólios | eólios | eólios | eólios |  |  |  |  |  |  |  |  |  |  |  |  |  |  |  |  |  |  |

## Origem do nome
Ao referir-se a populações, o termo "jónico" define vários grupos da Grécia Antiga. No seu sentido mais restrito, o termo referia-se à região de Jônia, na Ásia Menor. Num sentido mais amplo, poderia ser usado para descrever todos os falantes do dialeto jónico que, além daqueles da Jónia propriamente dita, também incluíam as populações gregas de Evia, das Cíclades e muitas cidades fundadas por colonos jónicos. Finalmente, no sentido amplo, poderia ser usado para descrever todos aqueles que falavam línguas do grupo grego oriental, que incluía o dialeto ático.
O mito de fundação em voga no período clássico sugeria que os jónicos tomaram o nome de Ione, filho de Suto, que vivia na região de Egialeia, ao norte do Peloponeso. Ao invadir o Peloponeso, os dórios expulsaram os aqueus da Argólida e da Lacônia. Os aqueus deslocados mudaram-se para Egialeia (mais tarde conhecida como Acaia) que, por sua vez, expulsaram os jónios de Egialeia. Os jónicos mudaram-se para a Ática e misturaram-se com a população local da Ática e muitos, mais tarde, emigraram para a costa da Ásia Menor, fundando a região histórica da Jónia.
Ao contrário dos austeros e militaristas dórios, os jónicos são famosos por seu amor à filosofia, à arte, à democracia e ao prazer — características jónicas que foram expressas de forma mais famosa pelos atenienses.

### Etimologia
A etimologia da palavra iωνες ou iᾱ́ϝoνες é incerta. Frisk isola uma raiz desconhecida, *ia-, pronunciada *ya-.
No entanto, existem algumas teorias:
- De uma raiz onomatopaica Proto-Indo-Europeia *wi- ou *woi-, que expressa um grito proferido por pessoas que correm para ajudar os outros, de acordo com Pokorny, iāwones poderia significar "devotos de Apolo", com base no grito iḕ paiṓn proferido na sua adoração; o próprio deus também era chamado de iḕios.[8]
- De um nome antigo desconhecido de uma população insular no Mediterrâneo oriental representada por ḥꜣw-nbwt, um antigo nome egípcio para as pessoas que viviam lá.[9]
- Do antigo egípcio jwn "pilar, tronco de árvore" expandiu-se para jwnt "arco" (de madeira?) E para jwntjw "arqueiros".[10] Essa derivação é análoga, por um lado, à possível derivação dos dórios e, por outro, adapta-se ao conceito egípcio de "nove arcos" em referência ao Povos do Mar.
- De uma raiz proto-indo-europeia *uiH-, que significa "poder".[11]

## História
No final do segundo milênio a.C., quando os jónicos migraram da Ática e do Peloponeso oriental para as costas da Ásia Menor, fundaram uma dúzia de cidades, incluindo Mileto. A comunidade cultural, étnica e religiosa — cujo centro é comumente identificado com o santuário de Poseidon em Panionion, perto de Mícale — reuniu as cidades em uma confederação, a Liga Jónica. 
No século VIII a.C., os jónicos tornaram-se os protagonistas de uma série de colonizações na Itália e na Sicília: jónicas (e mais precisamente eubeias) foram as colónias de Pithecussa, Cuma, Neapolis, Rhegion, Naxos e Zancle. Algumas delas tornar-se-iam então metrópoles de algumas subcolónias: as subcolónias de Naxos são Leontinoi e Katane. Zancle então fundou Mile. Zancle e Mile fundariam então em conjunto Hímera.
A partir do século VII a.C. as cidades jónicas caíram sob o domínio da Lídia e, após a derrota de Creso, sob o domínio persa.
Em 480 a.C., após as Guerras Persas, os jónicos tornaram-se independentes novamente, mas dentro da esfera de influência de Atenas. Para se libertarem da dominação ateniense, aliaram-se a Esparta, na Guerra do Peloponeso, mas caíram sob o domínio persa devido aos acordos da Paz de Antalcidas, em 386 a.C.
A Liga Jónica foi posteriormente reconstituída por Alexandre, o Grande. Mais tarde as cidades Jónicas entraram na esfera de influência de Pérgamo e a partir de 133 a.C. passaram a fazer parte da província romana da Ásia.

## História Bíblica
A maior parte da Grécia era conhecida como Acaia (Livro de Atos 18,12), nessa época sua capital política era Corinto, hoje é Atenas. No mundo antigo era a terra de Javã (Gênesis 10,4 - 5). Os gregos são conhecidos pela arte, filosofia e poesia. Os gregos também são chamados de helenos, descendentes de Javã, neto de Noé e pai dos jônios, uma das principais tribos da raça grega.